# Броненосни крайцери тип „Глуар“
Глуар (на френски: Gloire) са тип броненосни крайцери на ВМС на Франция от края на XIX век. Те са развитие на крайцерите „Гюдон“. Всичко от проекта са построени са 5 единици: „Глуар“ (на френски: La Gloire), „Марсилеза“ (на френски: Marseillaise), „Сюлли“ (на френски: Sully), „Конде“ (на френски: Conde), „Амирал Об“ (на френски: Amiral Aube). Проектът получава развитие в броненосните крайцери тип „Леон Гамбета“.

## История на проекта
Построявайки серията големи броненосни крайцери от типа „Монкалм“, френските корабостроители решават, че са определили оптималния тип броненосен крайцер за океанско рейдерство. Военноморската доктрина на Франция отделя все по-голямо внимание върху доктрината за крайцерската война; численото преимущество на британския флот в последните години на XIX век непрекъснато нараства, и Франция, на която не е по силите да компенсира разликата чрез строителството на адекватно количество линейни кораби, обръща своето внимание към масовото построяване на броненосни крайцери.
Петте крайцера от типа „Глуар“ се явяват развитие на типа „Монкалм“, различаващи се, основно, по елементи във въоръжението. Два крайцера са заложени през 1899 г., два през 1900-тната и един през 1901 г.; обаче, техния строеж неоправдано се проточва поради бюрократични неразбории и лоша организация на работите от френското адмиралтейство.

## Представители на проекта
| Име         | заложен на    | спуснат на вода | влязъл в строй | история на службата                                                                               |
| ----------- | ------------- | --------------- | -------------- | ------------------------------------------------------------------------------------------------- |
| „Глуар“     | октомври 1899 | 12 юни 1900     | 1904 г.        | отписан от флота и предаден за скрап 1922 г.                                                      |
| „Марсилеза“ | януари 1900   | 14 юли 1900     | 1903 г.        | отписан от флота и предаден за скрап 1929 г.                                                      |
| „Сюлли“     | юни 1899      | юни 1901        | 1903 г.        | Засяда и потъва в залива Халонг, Тонкин, Френски Индокитай на 30 септември 1905 г. Няма загинали. |
| „Конде“     | март 1901     | 12 март 1902    | 1904 г.        | отписан от флота и използван като кораб-мишена 1933 г.                                            |
| „Амирал Об“ | октомври 1899 | 9 май 1902      | 1904 г.        | отписан от флота и предаден за скрап 1922 г.                                                      |

## Конструкция
Крайцерите от типа „Глуар“ представляват развитие на успешния проект „Монкалм“, който незначително превъзхожда предшествениците си по размери. Тяхната водоизместимост съставлява – за различните кораби – от 9500 и до 10 200 тона. Те са малко по-големи от прототипа с дължина от 139,8 метра, ширина 20,1 метра и газене от 7,4 – 7,6 метра.
Базовата архитектура на корпусите напълно повтаря типа „Монкалм“, с дълъг полубак, на който са разположени двете кули на главного калибра, тежка бойна мачта на носа и лека сигнална на кърмата. Крайцерите имат четири комина, групирани по два, и многобройни вентилатори. Също така те имат по-висок мостик, отколкото на „Монкалм“.

### Въоръжение
Основното въоръжение на крайцерите от типа „Глуар“ съответства на прототипа, но неговото разположение съществено се различава с преместването на скорострелните оръдия в бронирани кули на полубака. Основното въоръжение крайцерите съставляват, както и преди, две 194-мм 40-калибрени оръдия образец 1896 година, поставени в две оръдейни кули на носа и на кърмата.
Спомагателното въоръжение на „Глуарите“ е представено от два типа скорострелни оръдия – тежките 163-мм 45-калибрени оръдия образец 1896 година, и леките 100-мм 45-калибрени оръдия образец 1893 година. За разлика от „Монкалмите“, на „Глуарите“ отново се връщат към разполагането на скорострелната артилерия във въртящи се кули; четири 163-мм оръдия са поставени в оръдейни кули на полубака, по две на всеки борд. Още четири 163-мм и шест 100-мм оръдия са разположени в каземати на горната и главната палуби, при това по всеки борд работят по две 163-мм куполни, две 163-мм казематни и три 100-мм казематни оръдия.
Противоминното вооружение се състои от осемнадесет 47-мм оръдия Хочкис, разположени на палубата на полубака в центъра на корпуса, в каземати на главната палуба и на покривите на надстройките. Към момента на въвеждането на корабите в състава на флота, това въоръжение вече се счита за остаряло. Корабите от типа „Глуар“ са въоръжени с два подводни 450-мм торпедни апарата, разположени в центъра на корпуса и стрелящи перпендикулярно на курса; ефективността на торпедното въоръжение за тях е много съмнителна.

### Брониране
Бронираният пояс на „Глуарите“ се проточва по водолинията; неговата височина е 3,3 метра, от които 1 метър влиза под водата, а в носовия край височината на пояса се повишава с още един метър. Той е направен от никелова стомана, закалена по метода на американския инженер Харви. Неговата дебелина в централната част съставлява 150 милиметра, а по краищата изтънява до 80 милиметра и към долния ръб до 70 милиметра. На кърмата поясът се затваря от траверсна преграда.
Основната бронирана палуба, с изпъкнала форма, се опира със скосовете си върху долния край на броневия пояс. Нейната дебелина в плоската ѝ част съставлява 40 милиметра, надебелявайки до 45 милиметра по скосовете. Над нея е разположена плоската горна палуба, защитена от 35 милиметрова дебелина на бронята; по краищата горната палуба изтънява до 20 милиметра. Пространството между палубите е разделено на множество неголеми отсеци, предназначени да локализират повредите.
Кулите на главния калибър на крайцерите се защитават от 170 милиметрова броня, техните барбети от 100 – 140 милиметрова. Кулите на спомагателния калибър се защитават от 100 милиметрова броня. Казематите са защитена от 85 милиметрови плочи.

### Силова установка
Крайцерите от типа „Глуар“ имат тривална силова установка. Трите вертикални парни машини с тройно разширение развиват мощност от 21 800 к.с. Котелната група е различна за различните кораби; „Амирал Об“, „Марселеза“ и „Салли“ носят по двадесет и четири котела „Белвил“, а „Глуар“ и „Конде“ – двадесет и осем котела „Никлос“, позволяващи да се развива скорост от 21,5 възела. Запасът въглища е стига за 8000 км на икономичен 10 възлов ход.

## Оценка на проекта
Голямата серия от броненосните крайцери тип „Глуар“ е важно допълнение към фреския арсенал за крайцерска война. Развивайки удачният проект „Монкалм“, тези големи, добре защитени кораби с отлична мореходност са адаптирани за крайцерски операции по комуникациите на противника. Тяхната бронева защита – пълен пояс по водолинията – им позволява да не се опасяват от силни наводнения следствие на многобройни попадения от снаряди на британските скорострелни оръдия; тежките оръдия на английските крайцери по онова време са немногобройни и стрелят достатъчно бавно. Самите британски бронепалубни крайцери са лишени от бордова защита и могат с лекота да бъдат разбити от скорострелните оръдия на „Глуарите“.
Бойните качества на корабите, обаче, са силно ограничени от проточилия се строеж. Поради забавянията, задръжките с финансиране, бюрократични неразбории в адмиралтейството, крайцерите от този типа влизат в строй едва през 1904 г. Към това време британският флот вече осъзнава слабостта на своите крайцерски сили и преминава към строителството на собствени броненосни крайцери, спрямо които „Глуарите“ вече нямат толкоеа значими преимущества. Адекватно оценявайки заплахата, френските корабостроители стигат до извода за необходимост от нова радикална промяна в дизайна на техните броненосни крайцери.
|                                           | „Глуар“ · Франция                                     | „Сейнт Луис“ САЩ               | „Кент“ · Великобритания                      | „Йорк“ Германска империя                        | „Изумо“ · Япония                                  | „Баян“ Руска империя                         | „Монкалм“ · Франция                                   |
| ----------------------------------------- | ----------------------------------------------------- | ------------------------------ | -------------------------------------------- | ----------------------------------------------- | ------------------------------------------------- | -------------------------------------------- | ----------------------------------------------------- |
| Заложен                                   | 1899                                                  | 1902                           | 1900                                         | 1903                                            | 1898                                              | 1900                                         | 1898                                                  |
| Встъпил в строй                           | 1903                                                  | 1905                           | 1903                                         | 1905                                            | 1900                                              | 1903                                         | 1902                                                  |
| Нормална водоизместимост, t               | 9856                                                  | 9855                           | 9957                                         | 9533                                            | 9906                                              | 7326                                         | 9548                                                  |
| Пълна, t                                  | ?                                                     | 11 024                         | 11 176                                       | 10 266                                          | 10 305?                                           | 8238                                         | ?                                                     |
| Мощност, к.с.                             | 21 800                                                | 21 000                         | 22 000                                       | 19 000                                          | 14 500                                            | 16 500                                       | 19 600                                                |
| Максимална скорост, възела                | 21,5                                                  | 22                             | 23                                           | 21                                              | 20,75                                             | 20,9                                         | 21                                                    |
| Далечина на плаване, морски мили (възела) | 6500(10)                                              | 6000 (10)                      | 6500 (10)                                    | 4200 (12)                                       | 4900 (10)                                         | 3900 (10)                                    | 8500(10)                                              |
| Брониране, mm                             |                                                       |                                |                                              |                                                 |                                                   |                                              |                                                       |
| Тип                                       | Харви                                                 | Круп, Харви                    | Круп                                         | Круп                                            | Круп                                              | Харви                                        | Харви                                                 |
| Пояс                                      | 150                                                   | 102                            | 102                                          | 100                                             | 178                                               | 200                                          | 150                                                   |
| Палуба (скосове)                          | 55(45)                                                | 25(76)                         | 19 – 51                                      | 60(50)                                          | 63(63)                                            | 60                                           | 55                                                    |
| Кули                                      | 170                                                   | –                              | 127                                          | 150                                             | 152                                               | 150                                          | 200                                                   |
| Барбети                                   | 140                                                   | –                              | 127                                          | 150                                             | 152                                               | 150                                          | 200                                                   |
| Рубка                                     | 150                                                   | 127                            | 254                                          | 150                                             | 356                                               | 160                                          | 160                                                   |
| Въоръжение                                | 2×194-mm/40 8×1×164-mm/45 6×100-mm 18×1×47-mm/43 2 ТА | 14×1×152-mm/50 18×1×76,2-mm/50 | 14(2×2,10×1)× 152-mm/45 10×1×76,2-mm/40 2 ТА | 2×2×210-mm/40 10×1×150-mm/40 14×1×88-mm/30 4 ТА | 2×2×203-mm/40 14×1×152-mm/40 12×1×76,2-mm/40 5 ТА | 2×203-mm/40 8×1×152-mm/45 20×1×75-mm/50 2 ТА | 2×194-mm/40 8×1×164-mm/45 4×100-mm 16×1×47-mm/43 2 ТА |